# A sötét lovag – Felemelkedés
A sötét lovag – Felemelkedés (angolul: The Dark Knight Rises) 2012-ben bemutatott szuperhősfilm, amelyet Christopher Nolan rendezett és írt – a forgatókönyvet fivérével, Jonathan Nolannel, a történetet David S. Goyerrel. A film Nolan Batman-film-trilógiájának utolsó darabja, középpontjában a DC Comics Batman figurája áll, és a 2005-ös Batman: Kezdődik! és a 2008-as A sötét lovag folytatása. A főszereplők közül visszatért Bruce Wayne/Batman szerepében Christian Bale, Michael Caine mint Alfred Pennyworth, Gary Oldman mint James Gordon és Morgan Freeman mint Lucius Fox. A film újabb szereplői közt van Selina Kyle (Anne Hathaway), a ravasz besurranó tolvaj és Bane (Tom Hardy), a Gotham City elpusztítására felesküdött zsoldos.
A várost fenyegető veszélyek ismét előhívják a visszavonultan élő Bruce Wayne-t, aki ismét felölti Batman álarcát.
A sötét lovag – Felemelkedést 2012. július 16-án mutatták be, New Yorkban. A filmet Ausztráliában és Új-Zélandon 2012. július 19-én, míg Észak-Amerikában és Nagy-Britanniában 2012. július 20-án került forgalomba. Magyarországon 2012. július 26-án mutatta be az InterCom.
Bemutatásakor pozitív kritikai visszhangot kapott, és világszerte több mint 1,081 milliárd dollárt hozott. A sötét lovag – Felemelkedés minden idők nyolcadik legmagasabb bevételű filmje lett, a harmadik legmagasabb 2012-ben és a második legtöbbet kereső szuperhősfilm. az évtized és minden idők egyik legjobb filmjeként tartják számon   

## Cselekmény
Bane, egy álarcos terrorista és az Árnyak Ligája egykori tagja elrabolja Dr. Leonid Pavel atomfizikust a CIA repülőgépéről Üzbegisztán felett, mielőtt lezuhan a gép.
Nyolc évvel a kerületi ügyész Harvey Dent halála után, Batman eltűnt. A szervezett bűnözést felszámolták Gotham City-ben a Dent-törvénynek köszönhetően, amely kibővített hatáskörrel ruházta fel a rendőrséget. James Gordon rendőrfőnök titokban tartotta Dent bűntetteit, miután elcsúfították, és hagyta, hogy Batmanre hárítsák a felelősséget a bűneiért. Felolvasásra készített egy beszédet, amelyben feltárja az igazságot, de úgy dönt, hogy nem olvassa fel. Bruce Wayne visszahúzódóvá vált, és a Wayne Enterprises veszteséges, miután Wayne leállította a fúziós reaktor kutatási projektjét, amikor megtudta, hogy az fegyverként is használható.
Bane felállítja bázisát a város csatornáiban, és ráveszi Wayne vállalati riválisát, John Daggettet, hogy vásárolja meg Wayne ujjlenyomatát. A macskatolvaj Selina Kyle megszerzi Daggett számára Wayne ujjlenyomatait a Wayne Manor-ból, de a cserénél átverik, és riasztja a rendőrséget. Gordon és a rendőrség megérkezik, és a csatornáig üldözik Bane-t és Daggett csatlósait, míg Kyle elmenekül. A csatlósok elfogják Gordont és elviszik Bane-hez. Gordon megszökik, és az újonc GCPD tiszt, John Blake találja meg. Blake, egy árva társa, aki rájött Wayne titkos személyazonosságára, szembesíti őt, és meggyőzi, hogy térjen vissza Batmanként.
Bane megtámadja a gothami tőzsdét, Wayne ujjlenyomatait felhasználva egy tranzakciósorozatban, amely Wayne-t csődbe viszi. Batman nyolc év után újra felbukkan, miközben elfogja Bane-t és alárendeltjeit. Wayne komornyikja, Alfred Pennyworth meg van győződve arról, hogy Wayne nem elég erős ahhoz, hogy megküzdjön Bane-nel. Wayne vigasztalást talál a Wayne Enterprises új vezérigazgatójában, Miranda Tate-ben, és szerelmes lesz.
Az ellopott tranzakciókat felhasználva Bane kiterjeszti tevékenységét, és megöli Daggettet.
Kyle beleegyezik, hogy elvigye Batmant Bane-hez, de ehelyett annak csapdájába vezeti őt. Bane felfedi, hogy teljesíteni kívánja Ra's al Ghul küldetését, hogy elpusztítsa Gothamet. Batman megküzd Bane-nel egy verekedésben, de Bane legyőzi őt, bénító ütést mérve a hátára, mielőtt külföldre viszi egy föld alatti börtönbe, ahonnan gyakorlatilag lehetetlen a szökés. A rabok elmesélik Wayne-nek Ra's al Ghul gyermekének történetét, aki a börtönben született és nevelkedett, mielőtt megszökött – az egyetlen rab, akinek ez sikerült.
Bane csapdába ejti Gotham rendőrségét a csatornában, és lerombolja a várost körülvevő hidakat. Megöli Anthony Garcia polgármestert, és arra kényszeríti Dr. Pavelt, hogy a Wayne Enterprises fúziós reaktormagját neutronbombává alakítsa át, mielőtt őt is megöli. Bane felolvassa Gordon beszédét a tömegnek, felfedve az igazságot Harvey Dentről. Röviddel azután, hogy szabadon engedi a Blackgate fegyház foglyait, statáriumot vezet be a városban, száműzi vagy megöli Gotham elitjét a Jonathan Crane által elnökölt rögtönzött bíróságon.
Öt hónappal később Wayne megszökik a börtönből és visszatér Gothambe. Batman kiszabadítja a rendőröket, és az utcán összecsapnak Bane seregével; a csata során Batman legyőzi Bane-t. Tate közbelép és leszúrja Batmant, felfedve magát, mint Talia al Ghul, Ra's al Ghul lánya. Aktiválja a bomba detonátorát, de Gordon blokkolja a jelét. Talia elmegy megkeresni a bombát, míg Bane felkészül Batman megölésére, de Kyle megérkezik és megöli Bane-t. Batman és Kyle üldözőbe veszik Taliát, remélve, hogy vissza tudják vinni a bombát a reaktorkamrába, ahol stabilizálni tudják. Talia teherautója összetörik, de ő távolról elárasztja és megsemmisíti a reaktorkamrát, mielőtt meghalna. Mivel nincs mód a detonáció időzítésének megállítására, Batman a Batplane nevű légi járművével messze az öböl fölé szállítja a bombát, ahol az biztonságos távolságban felrobban. A felszállás előtt Batman finoman felfedi kilétét Gordonnak.
Az eset után Batmant halottnak hiszik, és hősként tisztelik. A Wayne Manorból árvaház lesz, Wayne birtokát pedig Alfredra hagyják. Gordon megtalálja a megjavított Denevérjelzőt, míg Lucius Fox rájön, hogy Wayne megjavította a Bat meghibásodott robotpilótáját. Miközben Firenzében nyaral, Alfred felfedezi, hogy Bruce életben van és kapcsolatban áll Kyle-lal. Blake, akinek törvényes keresztneve Robin, felmond a GCPD-nél, és kap egy csomagot Wayne-től, amely a Batbarlanghoz vezeti.

## Szereplők
- Christian Bale mint Bruce Wayne / Batman (magyar hangja Fekete Ernő[10]):

Milliárdos előkelőség, akinek célja Gotham City védelme a bűnözőktől. Nolan szerint, mivel A sötét lovag és a Felemelkedés között eltelt nyolc év „ő egy öregebb Bruce Wayne, nincs tökéletes állapotban.” Bale a Keysi nevű vegyes harcmodort használta, ám Bruce állapota és Bane stílusa miatt ezen módosítani kellett. Bale azt mondta, hogy a Felemelkedés lesz az utolsó Batman-film, amiben részt vesz. A karakter fejlődéstörténetével kapcsolatban arról beszélt, hogy Batman végül úgy néz szembe a veszteség miatt érzett, évekig elnyomott fájdalommal, hogy a bűnözők elleni küzdelemben kiegyenlíti azt belül felgyülemlett érzelmet, ami azzá a gyilkossá tehetné, akinek a város egyébként is hiszi. Bale elismerte, hogy a karakter nem hibátlan, „nem egészséges, valaki aki jót tesz, de csak egy hajszál választja el a rossztól. Megvan benne a gyilkos, de kétségbeesetten próbálja visszatartani. Ehhez tudok mindig visszatérni.” „Nem felejtette el [szülei halálát]. Fenn akarja tartani az emiatt az igazságtalanság miatt érzett haragját. De emellett Gotham előtt azt a látszatot akarja tartani, hogy üresfejű és lelketlen, abban a reményben, hogy így senki sem fog rá gyanakodni, és azt hiszik, hogy egy elkényeztetett barom.” Bale keserédes érzelmekkel búcsúzott a franchise-tól, amit úgy írt le, olyan „mintha egy régi baráttól búcsúz[na].”
- Michael Caine mint Alfred Pennyworth[17] (magyar hangja Fülöp Zsigmond[10]):

Bruce komornyikja és bizalmasa. Alfred töltötte be az apa szerepét Bruce életében, és továbbra is segédkezik neki küldetéseiben, hasznos tanácsokkal látja el. Alfred nem tudja elfogadni, hogy Bruce újra Batman bőrébe akar bújni, és ezt nyomatékosítandó felmond. Christopher Nolan az Alfred és Burce közötti érzelmi kapcsolatot hangsúlyozta, kiemelve ennek fontosságát az előző filmekben, és jelezve, hogy ez a kapcsolat olyan terhelésnek lesz kitéve, amilyennek még nem volt.
- Gary Oldman mint James Gordon[17] (magyar hangja Epres Attila[10]):

A Gotham Városi Rendőrkapitányság kapitánya. Gary Oldman szerepéről azt mondta, hogy munkája, amely során megtisztította a bűnözőktől Gotham utcáit, megviselté és kicsit életunttá tette, hasonlóan a frontvonalra ugró katonákhoz. Élete rosszabb lett, mint A sötét lovag idején volt, felesége elhagyta, magával vitte a gyermekeit, míg a polgármester leváltaná posztjáról. Gordon bűntudatot érez, amiért részt vett Harvey Dent bűneinek elkendőzésében, és készen állna lemondani rangjáról, de nem teszi meg, érezvén a Gothamre leselkedő veszélyt. Epres Attila A sötét lovagtól kezdve vette át a szinkronszerepet az időközben elhunyt Kaszás Attilától.
- Anne Hathaway mint Selina Kyle[19][20] (magyar hangja Bogdányi Titanilla[10]):

Besurranó tolvaj, kezdetben Bane segítője, majd Batmannal lép szövetségre, ami „elvesz Batman karakterének komorságából.” Kyle a „tiszta lap”-ot keresi, egy számítógépes programot, ami eltünteti a felhasználó bűnügyi előéletét minden adatbázisból. Eközben keresztezik egymás útjait Bruce Wayne-nel. Hathaway, bár volt tippje, úgy ment a meghallgatásra, hogy nem tudta milyen szerepről van szó. Már egy órája beszélgetett Christopher Nolannel, amikor kiderült, hogy Selina Kyle az. Hathaway azt mondta, hogy ez volt addigi karrierjének fizikailag legtöbbet megkövetelő szerepe, és bár fittnek tartotta magát, bevallotta, meg kellett dupláznia az erőfeszítéseit a tornateremben, hogy eleget tudjon tenni a követelményeknek. Hathaway heti öt nap járt tornázni, beleértve az erősítő gyakorlatokat, a kaszkadőrképzést, majd másfél óra táncot. Azt mondta: „Mindig azt gondoltam, az a lényeg, hogy sovány legyek, de ehhez a szerephez erősnek is kellett lennem.” Hathaway harcművészeteket is gyakorolt, míg színészi játékához Hedy Lamarrtól merített, aki Macskanőt ihlette.
- Tom Hardy mint Bane[19] (magyar hangja László Zsolt[10]):

Önmagát „felszabadító”-nak bélyegző aktivista forradalmár, célja Gotham városának elpusztítása. Eredetileg az Árnyak ligájának tagja, majd kiközösítették. Nolan azért ezt a karaktert választotta, mert olyan ellenfelet akart Batmanhez, aki mind fizikailag, mind szellemileg felér hozzá. Lindy Hemming jelmeztervező szerint Bane maszkja fájdalomcsillapító gázokkal táplálja őt, ami segít a korábbi sérülésből adódó fájdalom kordában tartásához. Bane „terrorista mind gondolataiban, mind tetteiben”, „ékes szónok egy gorilla megjelenésével”. Hardy baljósabbnak akarta megformálni Bane-t, mint Robert Swensoné volt Joel Schumacher Batman és Robinjában. Ehhez igazodott a hangja és a teste is. Hardy 14 kg-ot szedett fel a szerep kedvéért, s így 90 kg-ot nyomott. Hardy Bane hangjához több forrásból is merített, köztük Bartley Gormantól, valamint a karakter intellektusa és karibi öröksége iránti tiszteletből. Bane küzdőstílusát Hardy így írta le: „Brutális. Nagydarab fickó szigorú, eredményalapú és -orientált küzdőstílussal. Ez nem a harcról szól. A vérontásról. Erőskezű, stabil, durva stílus. Bármi belefér a kisízületek ficamításától a koponya összeroppantásán át a mellkas összetöréséig, a lábszárra és térdre lépésig.” Bane állítása szerint forradalma a gazdagok és korruptak ellen irányul, akik elnyomják a népet, és a lehetőségek ábrándjával bolondítják őket. Slavoj Žižek politikaelméleti gondolkodó és kultúrkritikus modernkori Che Guevarához hasonlította Bane-t, akit a szeretet vezet az erőszakhoz, míg mások „szteroidos high-tech Robespierre-nek”, Lenin, bin Láden és Steve Austin „proletár megtorlást” ösztönző egybeolvasztott triádjának és „az egyetlen dolog[nak], ami rosszabb, mint a második film őrjöngő anarchistája: egy demagóg[nak]” titulálták.
- Marion Cotillard mint Talia al-Gúl / Miranda Tate (magyar hangja Györgyi Anna[10]):

A Wayne Enterprises igazgatótanácsának tagja, aki azon fáradozik, hogy visszacsalogassa a gyászoló Bruce Wayne-t a társadalomba, és hogy az egyúttal folytassa apja jótékonysági munkáit. Cotillard tagadta azokat a találgatásokat, miszerint Miranda és Talia al-Gúl egyazon szereplő, azt állította, hogy karaktere eredeti figura, ám a film megjelenése után kiderült, hogy ez csak félrevezetés volt. Alfred és Lucius Fox szemében Tate volt a remény a visszavonult Bruce számára. A fiatal Taliát Joey King játssza.
- Joseph Gordon-Levitt mint John Blake (magyar hangja Csőre Gábor[10]):

Fiatal rendőr, akinek ösztönei előre jelzik a bajt. Gordon, valamelyest saját magát látva Blake-ben, felügyelővé lépteti elő. Blake képviseli most Gordon és Bruce Wayne egykori idealizmusát, amit azok elvesztettek a városi bűnözés elleni harc során. A film végén kiderül, hogy teljes neve Robin John Blake, utalva Batman csatlósára, Robinra a képregényekből.
- Morgan Freeman mint Lucius Fox[17] (magyar hangja Reviczky Gábor[10]):

Fox a Wayne Enterprises vezetője, és Bruce Wayne fegyvernöke. High-tech eszközökkel látja el. A Wayne Enterprises elnökeként titokban fejleszthet ki vadonatúj technológiákat és fegyvereket még akkor is, amikor a Wayne Enterprises veszteségessé válik. Reviczky Gábor A sötét lovagtól kezdve vette át a szerepet Kristóf Tibortól, aki 2009-ben elhunyt.
Cillian Murphy visszatért mint dr. Jonathan Crane, mely szerepet az előző két filmben is eljátszotta, magyar hangja ismét Széles Tamás. Ra's al Ghult Josh Pence és Liam Neeson játszotta – Pence fiatalon a Batman: Kezdődik! előtt harminc évvel játszódó jelenetekben, míg Nesson a Kezdődik!-beli énjeként cameoszerepben – míg a magyar hangja Csernák János lett (mivel a szereplő korábbi hangja, Szakácsi Sándor 2007-ben elhunyt). Neeson azt mondta, hogy ő maga sem tudta, mi is lesz a szerepe, vagy hogy egyáltalán benne lesz-e a végleges filmben, olyan titkolózás övezte. További fontosabb szereplő még a visszatérő Nestor Carbonell Anthony Garcia polgármester szerepében (magyar hangja Király Attila), Alon Abutbul mint dr. Leonyid Pavel orosz atomfizikus, Juno Temple mint Jen, Selina Kyle barátnője (magyar hangja Gulás Fanni), Matthew Modine mint Peter Foley alkapitány (magyar hangja Lux Ádám), Ben Mendelsohn mint John Daggett, Bruce Wayne üzleti riválisa (magyar hangja Rajkai Zoltán), Burn Gorman mint Dagett asszisztense, Philip Stryver, Brett Cullen mint kongresszusi képviselő (magyar hangja Sörös Sándor), Chris Ellis mint Reilly atya (magyar hangja Perlaki István), Aidan Gillen mint CIA-ügynök (magyar hangja Görög László), Rob Brown mint rendőr, Josh Stewart mint Barsad, Bane jobbkeze, és Christopher Judge mint Bane egy másik csatlósa. William Devane játssza az Amerikai Egyesült Államok elnökét, magyar hangja Várkonyi András. Tom Conti rabot játszik a filmben, Desmond Harrington rendőrként cameózik. Aaron Eckhart szívesen vett volna részt a folytatásban, ha felkérik, habár Nolan később megerősítette, hogy karaktere, Harvey Dent, halott, és Eckhart csak A sötét lovagból vett archív felvételeken fog szerepelni ebben a felvonásban.
A Pittsburgh Steelers amerikaifutball-csapat több tagja is feltűnik a filmben mint a kitalált Gotham Rogues tagjai. Köztük van Ben Roethlisberger, Hines Ward, Troy Polamalu, Willie Colon, Maurkice Pouncey, Mike Wallace, Heath Miller, Aaron Smith, Ryan Clark, James Farrior, LaMarr Woodley és Casey Hampton, valamint Bill Cowher, a Steelers egykori edzője, mint a Rogues edzője. Pittsburgh polgármestere, Luke Ravenstahl, aki a főiskolán kicker poszton játszott, a filmben a Rogues ellenfelei, a Rapid City Monuments kickerje. A Rooney család 2008-ban adta el kisebbségi részesedését a csapatban Thomas Tullnak, a Felemelkedést gyártó Legendary Pictures vezérigazgatójának. Patrick Leahy amerikai szenátor, aki már A sötét lovagban is cameoszerepet kapott, a Felemelkedésben is visszatért mint a Wayne Enterprises igazgatótanácsának tagja. Thomas Lennon, aki orvosként cameózott a Mementóban, itt ismét egy orvos cameószerepét kapta. India Wadsworth játssza Rasz al-Gúl feleségét és Talia anyját.

## Gyártás

### Előkészületek
Christopher Nolan eleinte vonakodott a második folytatás elkészítését illetően, de miután testvérével és Groyerrel előálltak egy olyan történettel, amely megfelelő hangon fejezte be a sorozatot, úgy döntött, visszatér a projekthez. Nolan inspirációért Bane képregénybeli debütálásához, az 1993-as „Knightfall” történethez, az 1986-os A sötét lovag visszatér sorozathoz és az 1999-es „No Man’s Land” történethez fordult. Számos helyszínen forgattak, köztük Dzsódhpurban, Londonban, Nottinghamben, Glasgow-ban, Los Angelesben, New Yorkban, Newarkban és Pittsburghben. Nolan a jobb képminőség érdekében IMAX kamerákat is használt, például a film első hat percéhez. A filmhez elkészült a Batplane új változata („a Denevér”), egy földalatti börtön díszlete és egy új Denevérbarlang-díszlet. A sötét lovaghoz hasonlóan a Felemelkedéshez is már a gyártás kezdetekor vírusmarketing-kampányt indítottak. A forgatás alatt a Warner Bros. összpontosította a kampányt, promóciós weboldalakat fejlesztetett, elérhetővé tette a film első hat percét és véletlenszerű cselekménydarabkákat juttatott el különböző cégekhez.
Jeff Robinov, a Warner Bros. gyártásért felelős elnöke a harmadik film bemutatóját 2011-re vagy 2012-re tervezte. Nolan szerette volna, ha a harmadik darab is olyan érzelmi hatást nyújt, mint az előzőek. „Leegyszerűsítve az a kérdésem – magyarázta –, hány jó harmadik filmet tudtok megnevezni?” Nolan könyve, a The Art and Making of the Dark Knight Trilogy bevezetőjében azt írta, hogy sosem hitte volna, hogy a harmadik film egyáltalán lehetőség lesz. Nolan azzal a feltétellel egyezett bele, a harmadik film elkészítésébe, hogy érdemes történetet találnak hozzá, félve attól, hogy a gyártás felénél elunja, amikor rájön, hogy a film felesleges. 2008. decemberére, mielőtt nekiállt volna az Eredetnek, Nolan már elkészült egy történetvázlattal. Később ugyanabban a hónapban Alan F. Horn megerősítette, hogy tárgyalnak Nolannel a harmadik filmről, még nem történt szereplőválogatás, és tagadott minden erre vonatkozó pletykát. Mielőtt Nolan megerősítette volna részvételét, Gary Oldman azt nyilatkozta, hogy biztos abban, hogy Nolan újrázni fog. Joker népszerűsége miatt A sötét lovagban a stúdióvezetők Rébuszt javasolták az új főgonosznak, aki hasonló karakter, és Leonardo DiCapriót javasolták a szerepre. Nolan azonban teljesen más gonoszt akart, mint a korábbi filmekéi, és úgy döntött Bane-t választja helyette, arra hivatkozva, hogy egy jelentős fizikai jelenlétű szereplőre van szükség a filmben. Bár eredetileg nem ismerte a karakter háttértörténetét, rámutatott, hogy Bane archetípus, „a gonoszság egyik véglete”. A gonoszok kiválasztásáról azt mondta, hogy míg Joker „elvetemült káoszanarchista ördögi humorérzékkel”, mellette Bane „klasszikus filmszörnyeteg […] iszonyatos aggyal.”
Azt, hogy Nolan elkészült A sötét lovag folytatásának történetével, és hogy visszatér a projekthez, csak 2010. február 9-én jelentették be. Nem sokkal később az is nyilvános lett, hogy David S. Goyer és Jonathan Nolan dolgoznak a forgatókönyvön. Groyer, hogy elkezdhesse Az acélember munkálatait, az előkészítő fázis alatt megvált a projekttől, és Jonathan Nolan folytatta a forgatókönyv megírását fivére és Goyer története alapján. Christopher Nolan azt mondta, hogy testvére eredeti könyvváltozata négyszáz oldalas volt. A történetet a Batman-képregénysorozatok közül hasonlították az 1993-as „Knightfall”-hoz, amelyben Bane szerepel, az 1986-os A sötét lovag visszatér minisorozathoz, amelyben Batman tíz év távollét után tér vissza Gotham Citybe, és az 1999-es „No Man’s Land”-hez, amelyben Gothamet elzárják a külvilágtól és bűnözőbandák rohamozzák meg. „A sötét lovag” becenevet Batman 1940-ben, a Batman első számában kapta, amely történetet Bill Finger írt. Nolan megerősítette, hogy Joker nem tér vissza a harmadik filmben, eloszlatva ezzel azt a vélekedést, hogy Heath Ledgerről A sötét lovagban felhasználatlan anyagokat építenének be a filmbe. A sötét lovag – Felemelkedésben Nolan ismét együtt dolgozott számos korábbi munkatársával, így Wally Pfister operatőrrel, Nathan Crowley látványtervezővel, Lee Smith vágóval, Lindy Hemming jelmeztervezővel, Paul Franklin és Chris Corbould trükkmesterekkel és Hans Zimmer zeneszerzővel.

### Forgatás

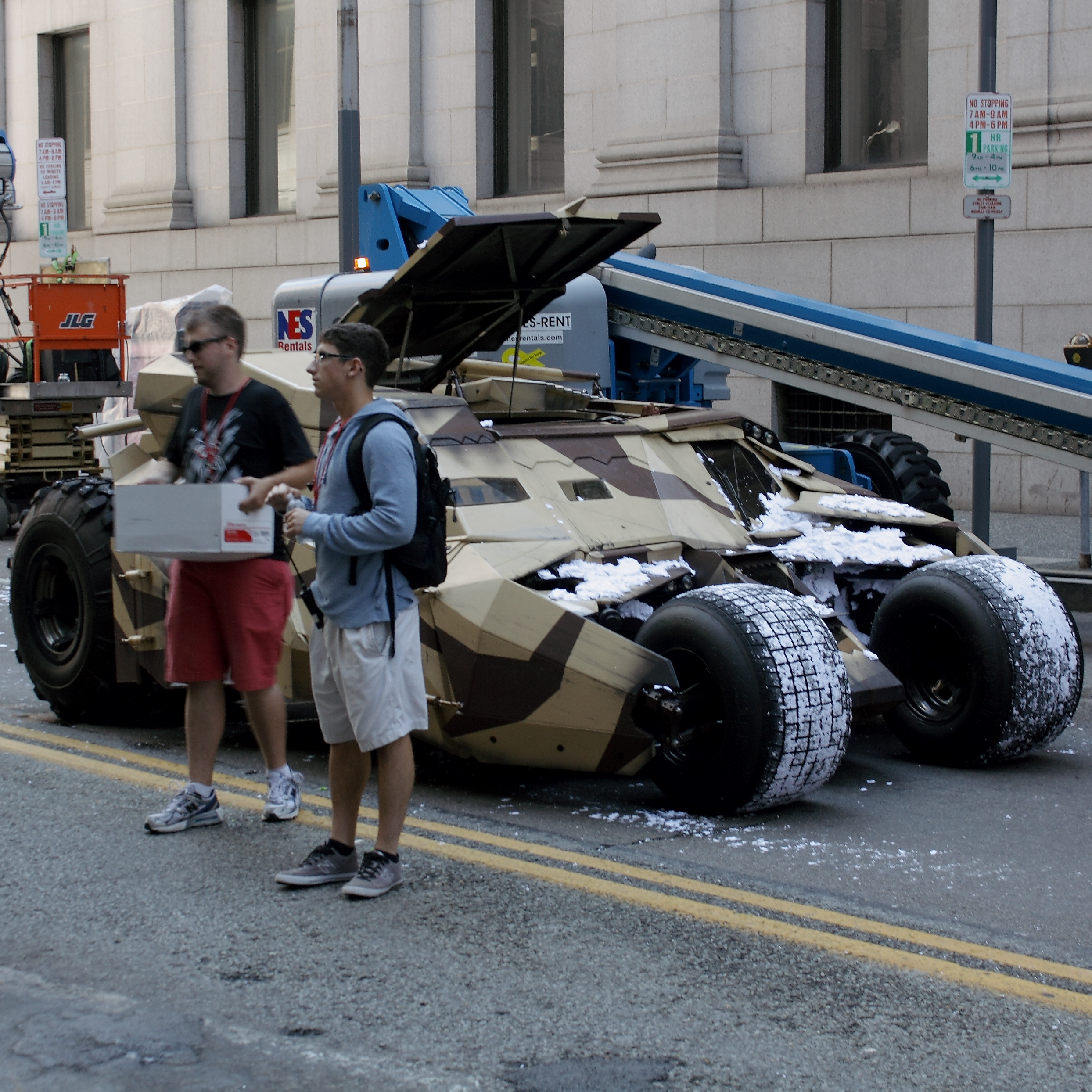
A Tank a A sötét lovag – Felemelkedés forgatásán Pittsburghben

Nolan 2010 decemberében Indiában, Romániában és Michiganben kezdte a helyszínek keresését. A Romania Insider értesülései szerint Nolan Bukarest történelmi központja, a Strada Edgar Quinet, a Parlament Palotája és a tordai sóbánya iránt érdeklődött. A film költségvetése 250–300 millió dollárra rúgott, ami az adókedvezmények után 230 millió dollárt jelentett. Nolan úgy döntött, a filmet nem 3D-ben forgatja, helyette a képminőséget és -felbontást próbálja növelni az IMAX formátum segítségével. A Felemelkedés több mint egyórányi IMAX-felvételt tartalmaz (szemben A sötét lovag 28 percével). Nolan többször is találkozott David Keighley-vel, az IMAX alelnökével, a film IMAX-bemutatásának részletei miatt. Wally Pfister szívesen forgatta volna az egész filmet IMAX kamerákkal, de azok nagy hangja miatt a párbeszédes jeleneteket 35 mm-es és 70 mm-es kamerákkal kellett rögzíteniük, mivel az IMAX rendszerben felvett párbeszédek utószinkrnt igényeltek. Az IMAX Corporation elnök–igazgatója, Greg Foster azt nyilatkozta, hogy a filmet két hónapig szándékoznak műsoron tartani, annak ellenére, hogy szerződéses kötelezettségük csak két hétre szól. Nolan megkerülte a digitális közvetítő használatát, így kevesebb módosítás esett a filmen magasabb képfelbontást eredményezve.
A filmet – az eredeti tervekkel összhangban – 2011. november és május között forgatták. A forgatás fő szakasza 2011. május 6-án kezdődött az indiai Dzsódhpurban, a Mehrangarh erődnél, mielőtt Pittsburghbe költözött, ahol a Magnus Rex munkacímet használta a felhajtás elkerülésére. A városban, a Heinz Field stadionban forgatták az amerikaifutball-jelenetet, amelyben a Pittsburgh Steelers játszotta a Gotham Rogues csapatot. Több mint 11 000 statiszta vett részt a felvételeken. A többi pittsburghi helyszín között volt a Carnegie Mellon Egyetem Mellon Intézete és Programtervező Intézete. A lakosoknak és üzlettulajdonosoknak leveleket küldtek ki, amiben az útlezárásokat részletezték, és azt írták, hogy az utak a „film kezdetén” szerepelnek. A segélyhívós diszpécsereket is értesítették, hogy több lövöldözéssel és robbanással kapcsolatos hívásra számítsanak. A pittsburghi forgatással három héttel később, 2011. augusztus 21-én végeztek, majd Los Angelesbe és New Yorkba költöztek. A Richard J. Daley Centert a Trump Tower váltotta fel mint a Wayne Enterprises székháza. A forgatás 2011 novemberében a New Jersey-i Newarkban folytatódott. Ott forgattak a Newark City Hallban és a Military Parkban is. Készültek felvételek Londonban és Glasgow-ban, amelyek közül az utóbbi külső vágóképeket szolgáltatott. A fő forgatási időszak 2011. november 14-én ért véget. A filmvégi külső vízeséses jelenetet a Sgwd Henrhyd vízesésnél, a wales-i Brecon Beacons Nemzeti Park határában rögzítették.
A pittsburghi forgatáson készült képeken feltűnt egy második Tank is, amelynek eredetije elpusztult A sötét lovagban, azt sugallva, hogy a filmben új Batmobile lesz. Más fotókon egy új jármű volt látható, ahogy a Wabash Tunnelhöz szállították, amely újabb spekulációknak nyitott teret. Az Autoblog 2011 júniusában megerősítette, hogy egy új Lamborghini Aventadort is láttak a film díszletei között.

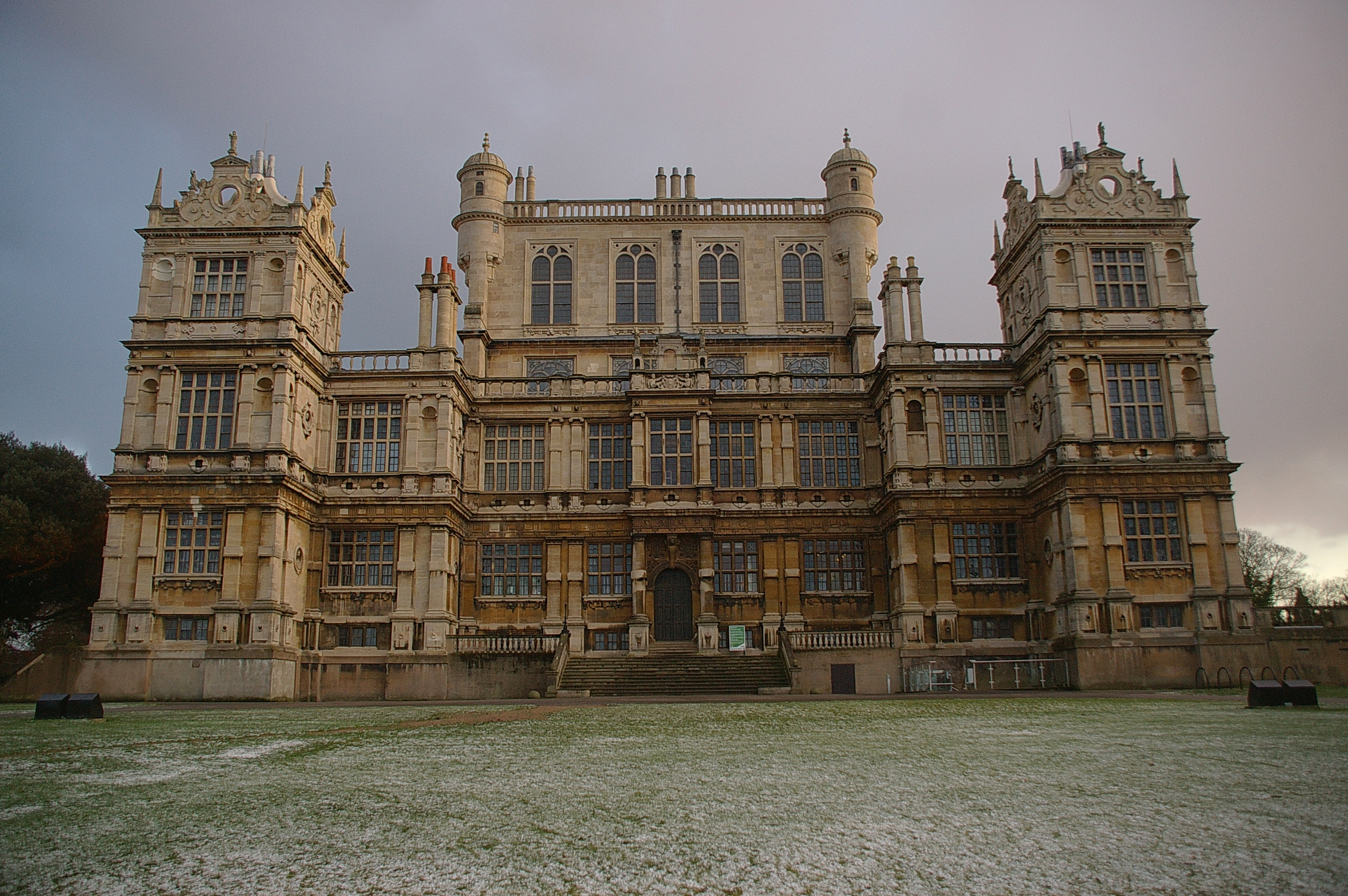
A nottinghami Wollaton Hall játszotta a Wayne Manort, Bruce Wayne otthonát

A film elkészítése során több baleset is történt. Amikor a Wollaton Hallnál forgattak Nottinghamben egy félpótkocsis tehergépjármű a főbejáratnak ütközött, de senki sem sérült meg. A skóciai Feshiebridge-ben található Cairngorm Gliding Clubnél az egyik ejtőernyős kaszkadőr átzuhant egy ház tetején és beszorult, de nem szenvedett komoly sérülést. A pittsburghi forgatás során Hathaway kaszkadőre rázuhant egy IMAX kamerára, amikor azt a jelenetet rögzítették, amelyben a Batpoddal kellett lemennie egy lépcsőn a csata alatt. Senki sem sérült meg, de a kamera teljesen tönkrement. Még egy baleset történt Pittsburghben, amikor „a Denevért” szállító kocsi egy lámpának ütközött, és a modell megsérült. A forgatást el kellett halasztani a modell javításáig.
Nem sokkal 2011 karácsonya előtt Christopher Nolan számos vezető amerikai rendezőt (köztük Edgar Wrightot, Michael Bayt, Bryan Singert, Jon Favreau-t, Eli Rothot, Duncan Jonest és Stephen Daldryt) meghívott a Felemelkedés első hat percének vetítésére a Universal CityWalk IMAX mozijába, amely részletet IMAX filmre vették fel, és az eredeti kameranegatívból vágták össze. Nolan tartva attól, hogy a digitális filmrögzítés és bemutatás teljesen átveszi a hagyományos film helyét, a vetítést a film használatának protezsálásának szentelte, amit továbbra is magasabb minőségűnek vélt, mint bármely digitális formátum, és felhívta a többi filmes figyelmét, hogy ha felhagynak a film használatával, akkor még mint lehetőség is elveszíthetik. Nolan azt mondta: „Szerettem volna adni nekik egy esélyt, hogy lássák a potenciált, mert szerintem az IMAX a legjobb filmformátum, amit valaha kifejlesztettek. Ez az aranystandard, a többi technológiának ezzel kellene felérniük, de, szerintem, nem teszik. Az volt az üzenetem, hogy senki sem veszi el a digitális kameráikat, de ha szeretnék, hogy a film is választási lehetőség maradjon, és ha van aki nagy stúdiófilmen dolgozik, és van forrása és hatalma a filmhez ragaszkodni, akkor itt a tettek ideje. Úgy éreztem, hogy ha nem mondanék semmit, és elveszítenénk ezt a lehetőséget, az szégyenteljes lenne. Ha egy digitálisan rögzített és vetített képet nézek, alsóbbrendűnek tűnik egy eredeti negatív anamorf kópiával vagy egy IMAX-szal szemben.”

### Tervezés

#### Jelmeztervek
Lindy Hemming jelmeztervező azt mondta, Bane maszkján keresztül fájdalomcsillapító gázokat lélegez be, amely – Christopher Nolan rendező szavaival – „épp olyan küszöb alatt tartja a fájdalmat, hogy működni tudjon.” Bane jelmezeit Hemming tervezésekor úgy tekintette, „mint valami darabkákból, ahogy távoli helyeket bejárt, összefoltozott amalgám. A mellényét például egy régi katonai sátorból varrtuk. Ruhái katonai jellegűek, de semmiképp sem egyenruhák.” Hemming Bane álarcát „állatias”-ra tervezte. Graham Churchyard, aki a jelmezek vizuális effektusaiért volt felelős, elkészítette Tom Hardy arcának és koponyájának háromdimenziós modelljét, amin kifejleszthették a Hardynak legkényelmesebb maszkot. Hemming maga tervezte meg Bane kabátját, ami, állítása szerint, két évig tartott. Inspirációt svéd katonai kabátból és francia forradalom idei szalonkabátokból merített, hogy egyszerre legyen diktátori és forradalmi. Hemming nehezen talált olyan szabót Los Angelesben, aki birkabőrrel is dolgozott.
Batman ruhája 110 különálló részből állt össze, amelyeket a film gyártása során több tucatszor kellett reprodukálni. Az alapréteg poliészterhálóból készült, amit a katonaság és high-tech sportszergyártók használnak, mivel jó a légáteresztő és nedvességfelszívó képessége. A hálóhoz kiformált, hajlékony uretándarabokat illesztettek, amelyek a páncél alakját adták. Ezek találkozásainak belső oldalaihoz a lábaknál, a mellkasi és a hasi részen szénszálas anyagot tettek. Az álarc Bale arcának és fejének öntött másolata alapján készült, hogy tökéletesen illjen a színészre. A ruha nem változott A sötét lovaghoz képest.
Selina Kyle macskaruhájának megtervezésekor két réteg anyagot használtak; a külső poliuretán borítású spadex hatszögmintájú domborítással. Része még egy pár könyékig érő kesztyű, egy szerszámöv és egy pár tűsarkú cipő, amelyeknek sarkai fémtüskék.

#### Látvány- és díszlettervek
Tully Summers látványtervező, amikor ennek a filmnek és a fantasyalapú Men in Black – Sötét zsaruk 3. látványterveinek különbségeiről kérdezték, ezt mondta Nolan fényképezési stílusáról: „A különbség számomra Christopher Nolan vizuális stílusa. A valószerű hangnemük teszik a Batman-filmjeit annyira ellenállhatatlanná. Gyakran választja inkább a nyers, durvább terveket, a szép és csillogó helyett. Ez egyfajta gyakorlatias katonaesztétikum. Arra találták ki, hogy működjön, nem a beszerzők lenyűgözésére. A sötét lovag – Felemelkedés háborús film.” Emma Thomas producer azt állította, hogy ez a Batman-film másféle képi esztétikával fog bírni, mint az előző kettő Nolan-darab, „Gothamben tél van, már ez eleve teljesen más kinézetet kölcsönöz a filmnek.”
Ebben filmben mutatkozott be a Batplane-hez hasonló, „a Denevér”-nek keresztelt jármű. Nathan Crowley a Denevér tervezését úgy kezelte, mint egy katonai projektet, és az volt a célja, hogy „beleilljen ugyanabba a családba”, amibe a Tank és a Batpod. A Denevér végső változata merít a Harrier Jump Jetből, valamint a Bell Boeing V-22 Osprey és a Boeing AH-64 Apache helikopterekből. Chris Corbould szerint a Denevér mérete és formája kihívást jelentett a forgatáson, hiszen Christopher Nolan előnyben részesítette a valódi effekteket a számítógépesekkel szemben. Hogy a Denevér „repülhessen”, drótokkal darukra és helikopterekre függesztették, máskor pedig egy külön e célból épített, hidraulikus vezérlésű kocsira helyezték.
A Denevérbarlang díszletének tervezésekor Crowley és Kevin Kavanaugh látványtervező azzal az ötlettel álltak elő, hogy elárasztják a barlangot, míg Batman felszerelése, ruhája és szuperszámítógépe a víz alól emelkedik elő. A földalatti börtön díszleteit Cardingtonban építették meg, ami durván faragott kőzárkák labirintusából áll, és egy 37 m mély kút a bejárata. A börtön feletti külső helyszínnek Dzsodhpurt választották, ami nagyobb elszigeteltséget sugallt.

### Zene
Hans Zimmer zeneszerző 2010 októberében egy interjúban erősítette meg, hogy vissza fog térni, és ő komponálja a Felemelkedés aláfestését. James Newton Howardnak felajánlották, hogy együtt szerezze a zenét Zimmerrel, ahogy azt a Batman: Kezdődik! és A sötét lovag esetében tették, de visszautasította, mivel úgy érezte, hogy a Zimmer és Nolan között az Eredet készítése során kialakult kapcsolatba ő már nem fér bele. Zimmer számos témát felhasznált a korábbi zenékból, de elmondása szerint „teljesen más irányba” akarta vinni Bane témáját. Míg a Selina Kyle-t kísérő zene szándékosan többértelmű, a trilógián átívelő zenei vonal kifejezetten Bruce Wayne-é.
A filmben számos alkalommal felhangzik egy marokkói kántálás. A szöveg, amit kántálnak, „deshi basara” (arabul: تيجي بسرعة, átírva tízsi baszraa) azt jelenti, „gyere gyorsan” (a szerzői szándék szerint „emelkedj”). A kántáláshoz a felvételeket Zimmer 2011 novemberében crowdsource-olta: „A kántálás nagyon bonyolulttá vált, mivel több százezer hangot akartam hozzá, amit nem egyszerű szerezni. Így hát az interneten, a Twitteren megkérdeztük, ki akar a része lenni. Érdekesnek tűnt. Az előző két filmben létrehoztuk ezt a világot, és úgy gondolom, valahogy a közönség és a rajongók is a részei voltak. Eszünkben tartjuk őket.”

## Marketing
A film hivatalos weboldala 2011 májusában indult el A sötét lovagéhoz hasonló vírusmarketing-kampány részeként. Az oldalon egy kódolt hangfájl streamét helyezték el. A hanganyag rejtett üzenete egy Twitter-hashtag volt: „#TheFireRises”. A Warner Bros. minden ezt a hashtaget tartalmazó Twitter-üzenet után a weboldalon fokozatosan felfedte az első hivatalos képet Bane-ről.

## Fordítás
Ez a szócikk részben vagy egészben  a   The Dark Knight Rises című angol Wikipédia-szócikk ezen változatának fordításán alapul.  Az eredeti cikk szerkesztőit annak laptörténete sorolja fel. Ez a jelzés csupán a megfogalmazás eredetét és a szerzői jogokat jelzi, nem szolgál a cikkben szereplő információk forrásmegjelöléseként.